# 2990 Trimberger
2990 Trimberger è un asteroide della fascia principale. Scoperto nel 1981, presenta un'orbita caratterizzata da un semiasse maggiore pari a 2,4398512 UA e da un'eccentricità di 0,1213434, inclinata di 2,79203° rispetto all'eclittica.
Il nome dell'asteroide è dedicato all'astronomo e informatico americano Stephen Trimberger (1955).